# Spermatogonium

Nabłonek plemnikotwórczy jąder:
1. błona podstawna,
2. spermatogonia,
3. spermatocyt I rzędu,
4. spermatocyt II rzędu,
5. spermatyda,
6. dojrzała spermatyda,
7. komórka Sertolego,
8. obwódka zamykająca (bariera krew-jądro)

Spermatogonium (l.mn. spermatogonia), męska komórka prapłciowa – diploidalna komórka macierzysta plemników, która powstaje w czasie embriogenezy z gonocytów (pierwotnych komórek płciowych) i wyściela kanaliki nasienne jąder. Podlega spermatogenezie podczas dojrzewania płciowego, w wyniku której z niektórych z nich powstaną, na drodze mitozy, spermatocyty.
W zależności od pełnionych funkcji, spermatogonia można podzielić na trzy typy:
- spermatogonia Ad – komórki rezerwowe nabłonka nasiennego;
- spermatogonia Ap – przechodzące podziały mitotyczne;
- spermatogonia B – komórki typu Ap, które nie przeszły kompletnych podziałów, są połączone mostkami cytoplazmatycznymi i przekształcają się w podlegające mejozie spermatocyty I rzędu.

Żeńskim odpowienikiem spermatogonium jest oogonium.